# Eugénie Hamer
Eugénie Hamer, född 1865, död 1951, var en belgisk journalist. 
Hon var delegat vid Internationella Kvinnokongressen i Haag 1915, som hölls i Haag i april 1915, och var en av medgrundarna av  Internationella kvinnoförbundet för fred och frihet.